# Hapalioloemus macheralis
Hapalioloemus macheralis là một loài ruồi trong họ Tachinidae.